# Roselino López Ruiz
Roselino López (Almería, 9 de marzo de 1968) es escritor, ilustrador, diseñador gráfico y fotógrafo español.

## Biografía
Roselino Adalberto López Ruiz nació en Almería el 9 de marzo de 1968. 
Interesado en el dibujo desde temprana edad, comienza su trabajo como diseñador e ilustrador tras cursar estudios en la Escuela de Artes "Pedro Almodovar" de Ciudad Real. 
Es autor de las ilustraciones de numerosos libros infantiles publicados por editoriales de varios países, a su vez realiza ilustraciones para otros medios como prensa o cartelería. Su trabajo como ilustrador se caracteriza por la variedad de estilos y técnicas, en función de cada texto y sus requerimientos. 
Sus ilustraciones han sido objeto de diferentes exposiciones. Realiza a su vez labores de animación a la lectura como "Pintacuentos" en colegios, bibliotecas y otros centros destinados a un público infantil. 
Además de su trabajo como diseñador gráfico y fotógrafo, es autor del libro "Mitología en los monumentos y edificios de Madrid", editado por Artelibro en 2021. Se trata de un ensayo sobre la presencia de los mitos de diferentes culturas en las construcciones y monumentos de Madrid. 
También es autor de la novela "El reinado de Faetón", un texto sobre la búsqueda de la identidad en la España de la transición. 
Ha escrito artículos sobre fotografía, diseño gráfico y cómic para medios como "Cámara digital" y la revista "Abre el ojo" publicada por el Instituto Europeo del Diseño.

## Distinciones
. 2001. Segundo premio en el V Concurso de Cuentos y Relatos Breves "Villa de Torralba" de Torralba de Calatrava
. 2007. Ganador del concurso para el diseño de la mascota para el sistema operativo "Molinux" desarrollado por la "Junta de Comunidades de Castilla-La Mancha"
. 2014. Fotografía expuesta en la muestra "Un día en la vida de Madrid" en CentroCentro Cibeles, organizada por PhotoEspaña y patrocinada por Samsung y el Ayuntamiento de Madrid
. 2015. Fotografía ganadora y seleccionada para la muestra "Madrid, 24 horas" en CentroCentro Cibeles, organizada por PhotoEspaña y patrocinada por el Ayuntamiento de Madrid
. 2023. Ganador del concurso nacional para la elección del logotipo del Colegio de Ópticos-Optometristas de Aragón. 